# Conaire Mor
Nella mitologia irlandese Conaire Mor (fl. I secolo) è stato un leggendario Re supremo dell'Irlanda, figlio di Eterscel. Sua madre era Mess Búachalla, un personaggio che appare in alcune storie del ciclo mitologico come figlia o nipote di Étaín.
Fu ucciso in un attacco nemico. È a volte confuso con il suo omonimo discendente Conaire Coem, e i figli di quest'ultimo, i "tre Cairpre", vengono talvolta attribuiti a Conaire Mor.

### Fonti
- Seathrún Céitinn, Foras Feasa ar Éirinn 1.37
- Annali dei Quattro Maestri M5090-5160

| Controllo di autorità | VIAF (EN) 65803197 · LCCN (EN) n99048476 |